# Muro de Gorizia-Nova Goriza
El Muro de Gorizia-Nova Goriza fue una valla de base de hormigón de 50 centímetros de ancho encabezada con alambre de espino, una barandilla de metro y medio construida en 1947 y con una longitud de más de cuarenta kilómetros colocada a lo largo de la frontera Italia-Yugoslavia a través de la ciudad de Gorizia. 
El muro separaba la ciudad italiana de Gorizia permaneciendo ésta en terreno italiano. Los suburbios y la estación ferroviaria Transalpina se anexionaron a Yugoslavia tras la Segunda Guerra Mundial. 
En 2004, tras la adhesión de Eslovenia en la Unión Europea se desmanteló la valla que dividía la Piazza Transalpina. 
La ciudad de Gorizia se fundó después de la separación forzosa por el Tratado de París (1947) con la intención de oponerse simbólicamente el progreso del mundo socialista del capitalismo y la plaza Transalpina se convirtió en un símbolo de la separación política e ideológica entre la Europa Occidental y la Europa del Este durante los años de la Guerra Fría. El muro se compara con el de Berlín como una ciudad dividida en dos y protegida por torres con vigilantes armados con ametralladoras. 

## Historia

### La cortina de hierro

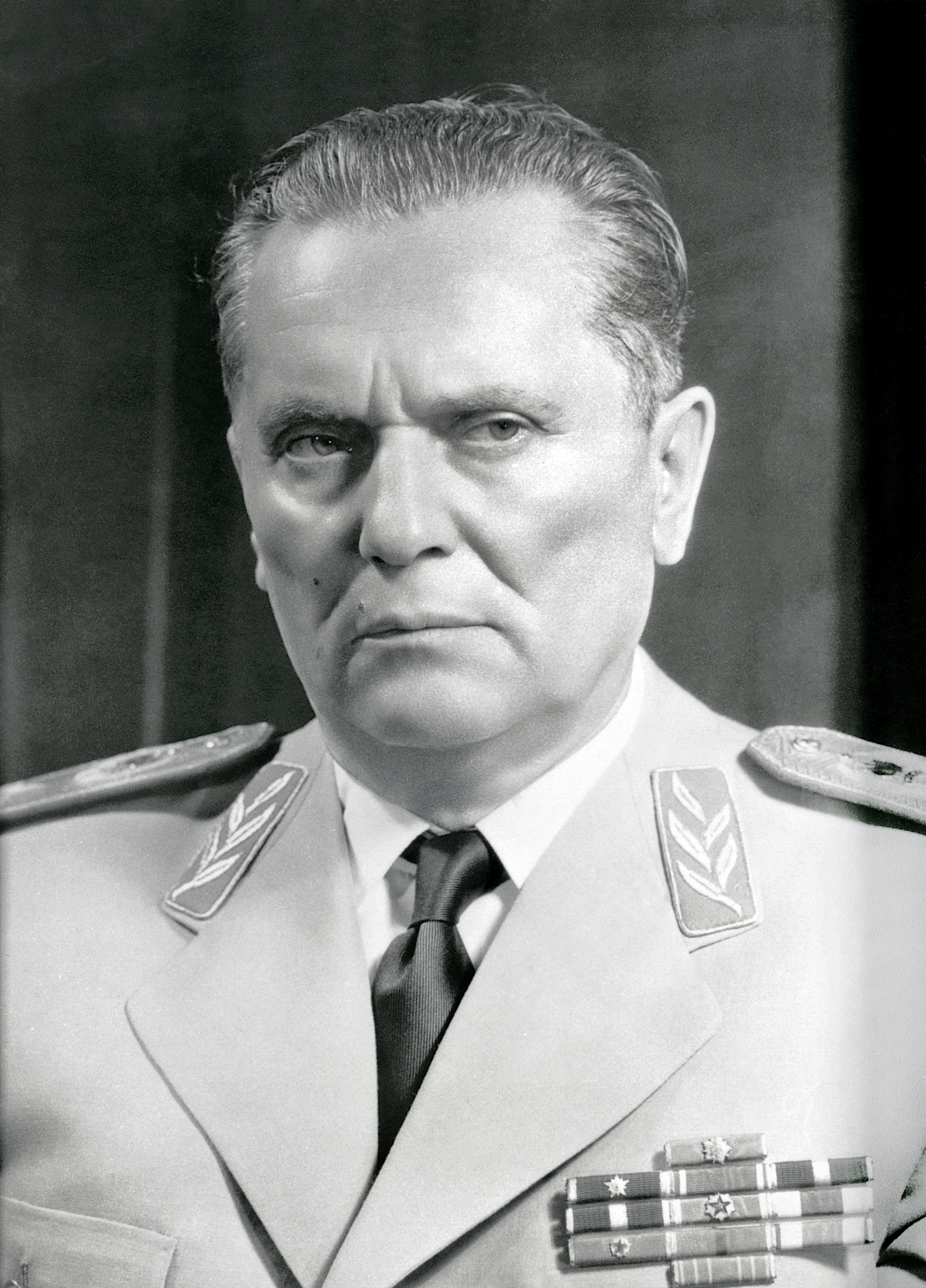
Josip Broz Tito en 1961.

En la segunda mitad de los años cincuenta, el muro representó un punto de cruce ilegal para muchos ciudadanos yugoslavos y de los países del Pacto de Varsovia. 
Con el paso de los años se vivieron momentos de gran tensión, como en 1953 cuando el comandante Tito amenazaba con comerse Gorizia y Trieste
 con armas, reuniendo en armas a cientos de miles de veteranos de Stanzia Bartolomei (Okroglica) a menos de 10 km de la ciudad. 

### El área de libre tránsito

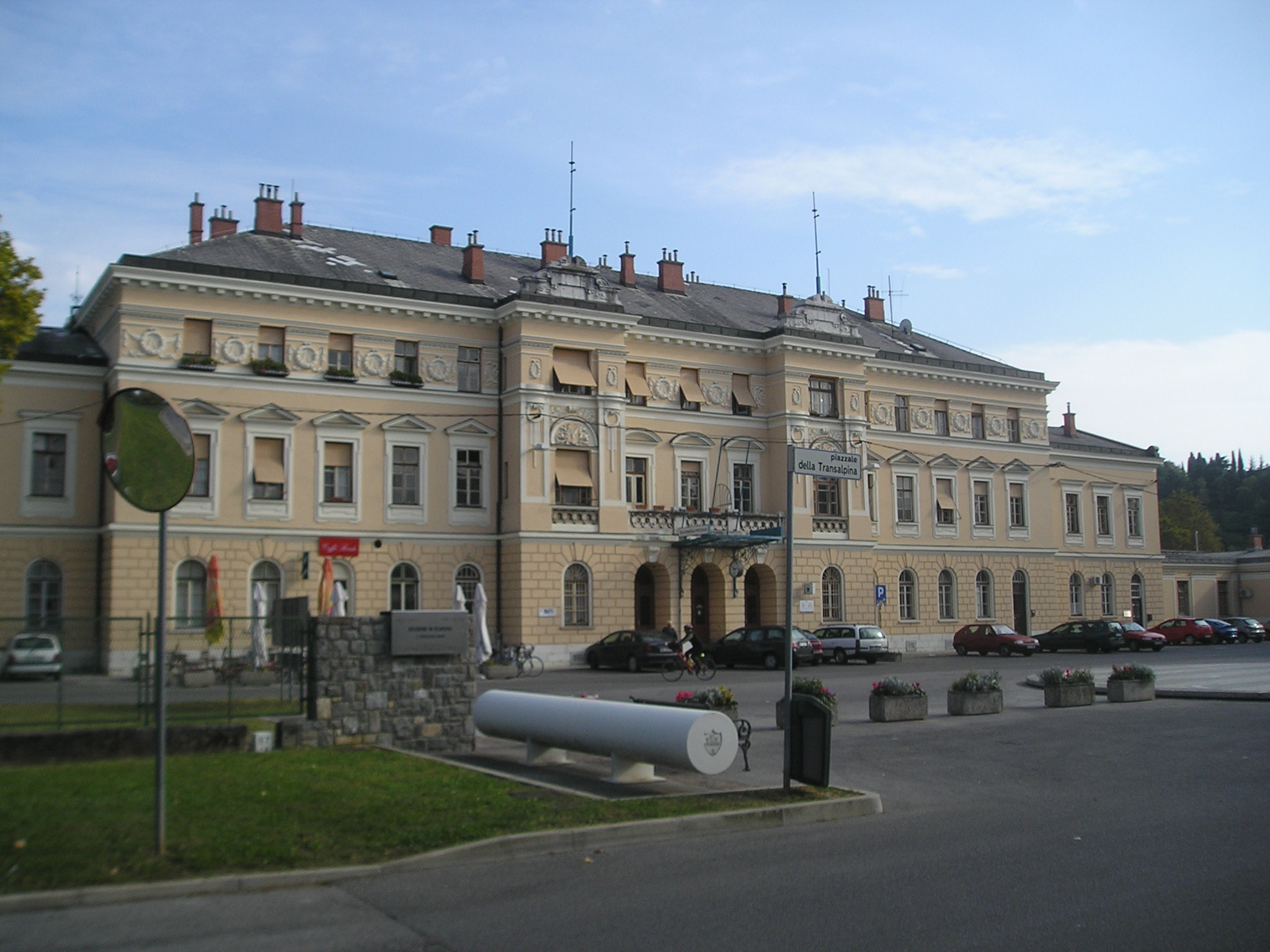
Estación Transalpina. Autor: Ajznponar.

La Piazza Transalpina toma su nombre de la línea ferroviaria que forma parte de la Estación. Esta sección fue inaugurada por el archiduque Francisco Fernando de Austria en 1906 conectando Trieste con Jesenice para luego entrar en Europa central. Hoy en día la plaza ha sido renovada para formar un espacio público único en el que se permite la libre circulación de los peatones formando una plaza binacional, ahora llamada la Plaza de Europa. En lugar de la parte central del muro se deposita un mosaico circular que a su vez corresponde a la línea de estado – eliminando la barrera física – ahora se indica mediante una línea de baldosas en el suelo.
El 22 de noviembre de 1989 la pared fue objeto de una manifestación organizada por Gianfranco Fini, entonces secretario del MSI, que fue a Gorizia junto con cincuenta partidarios y diputados del mismo partido. Todos ellos fueron armados con picos con la clara intención de demoler el muro de Gorizia tras la caída del de Berlín. Los manifestantes fueron bloqueados después de un breve forcejeo con el Arma de Carabineros y el Departamento de Padua Celere II quienes fueron desplegados para evitar la destrucción de la pared. 
Con la entrada oficial de Eslovenia en la Unión Europea y en la zona de seguridad definida por el Acuerdo de Schengen, debido al “sí” rotundo dado en las urnas eslovenas el 23 de marzo de 2003, los ayuntamientos de Gorizia y Nova Gorica decidieron festejarlo mediante el derribo del muro colindante entre Italia y Eslovenia. Pero no es hasta el 22 de diciembre de 2007 que se establece la libre circulación que tiempo antes solo era posible dentro de la plaza. La frontera seguía en vigor y estaba flagrantemente prohibido salir de la plaza por el otro país. De hecho, para entrar legalmente en territorio esloveno o italiano era necesario presentar los documentos en los cruces fronterizos donde estaban los directores presentes y activos de la seguridad pública de la policía italiana y eslovena. Sin embargo, desde 2006 la policía eslovena llevó a cabo el servicio regular solo a los pases internacionales de la categoría 1 (Casa Roja y de San Andrés), mientras que en el secundario (Salcano, San Pedro y Merna), su presencia era esporádica.
Después de la anterior fecha la frontera se había eliminado por completo. Se estableció la libre circulación ciudadana entre ambas ciudades, y correspondientemente entre ambos países, y ha tomado el papel de encuentro para diversos eventos tanto culturales como deportivos. 

#### La estrella roja
La estrella roja es uno de los símbolos más claros de la Guerra Fría. Se encuentra colocada en el frontón de la edificio de la estación acompañada de la frase en esloveno Me gradiomo socializem (“Nosotros construimos el socialismo). Después de la independencia de Eslovenia (1991) se planeó sacarla como comenta con motivo de la Navidad pero posteriormente fue eliminado para ese cometido. Hoy en día se conserva en el interior de la estación de tren. 